# Tillandsia oerstediana
Tillandsia oerstediana är en gräsväxtart som beskrevs av Lyman Bradford Smith. Tillandsia oerstediana ingår i släktet Tillandsia och familjen Bromeliaceae. Inga underarter finns listade i Catalogue of Life.